# Ilha Chichagof

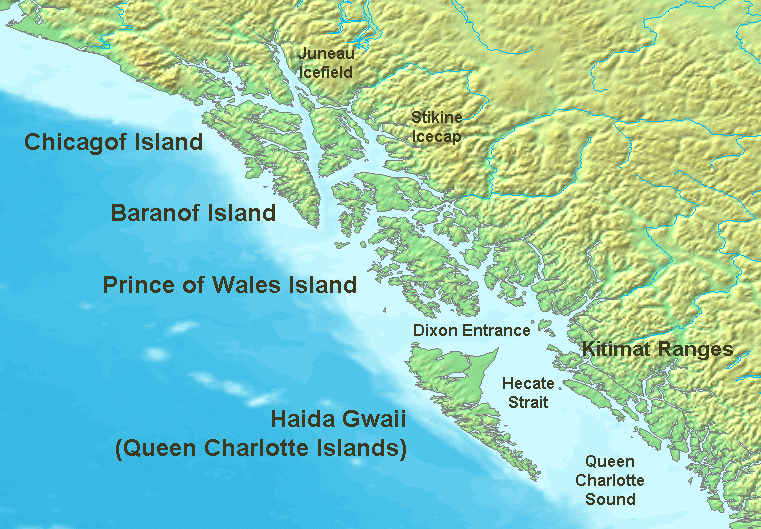
Ilhas e estreitos da costa do Pacífico Nordeste

A ilha Chicagof é uma das ilhas do arquipélago Alexandre ao largo do panhandle do Alasca e uma das ilhas ABC.  
Com 120 km de comprimento máximo por 80 km de largura, tem uma área de 5306 km². No censo de 2000, tinha 1342 habitantes. Fica a norte da ilha Baranof (ou Sitka). É rodeada pelo estreito de Chatham a leste, pelo estreito de Gelo (Icy Strait) a nordeste, pelo Cross Sound a noroeste, pelo golfo do Alasca a oeste e pelo estreito de Peril a sul.
Recebeu o seu nome em homenagem a Vasili Chichagov, um explorador russo do Ártico.

## Fonte
- Este artigo foi inicialmente traduzido, total ou parcialmente, do artigo da Wikipédia em francês cujo título é «Île Chichagof».